# Schultheißerei Damm

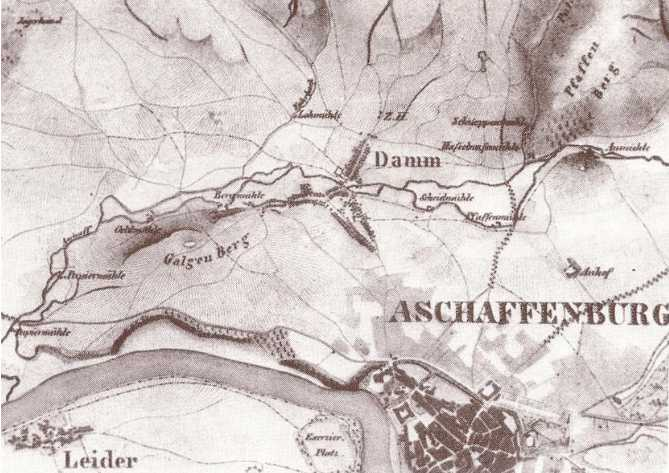
Damm 1839

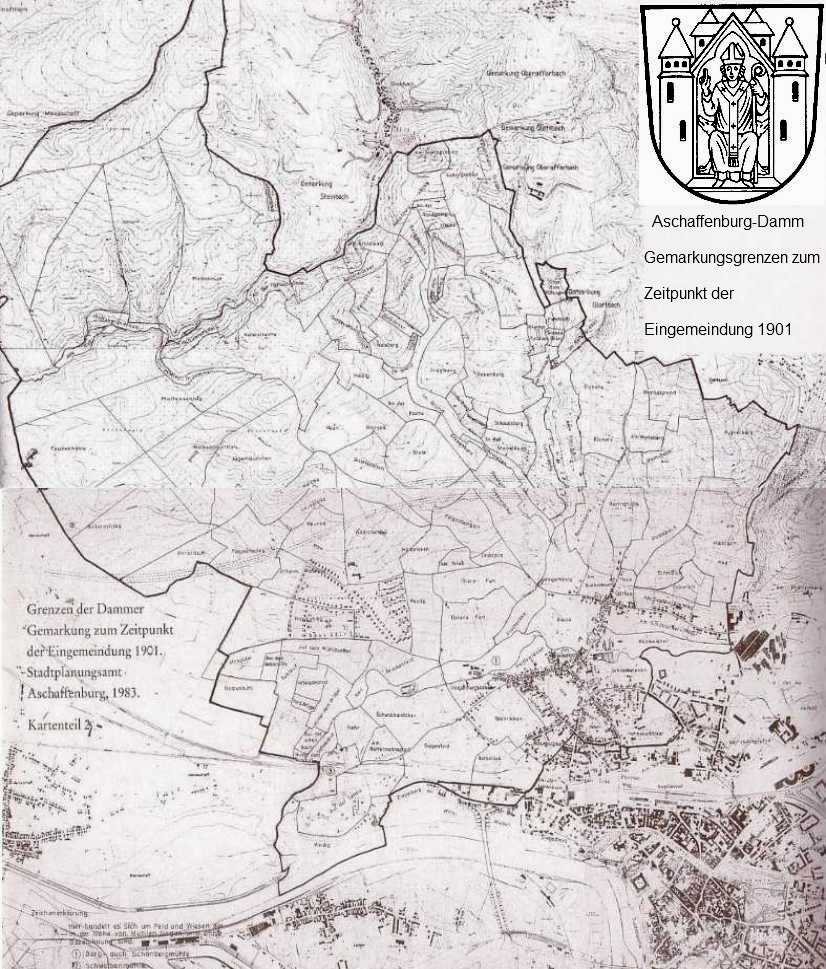
Aschaffenburg-Damm 1901

Am 26. November 1819 wurde Damm, das damals ca. 1100 Einwohner zählte, eine eigene Schultheißerei hatte und den fünften von fünf Distrikten der Stadt Aschaffenburg bildete, entsprechend einer Entschließung der königlich bayerischen Regierung von der Stadt Aschaffenburg in administrativer Hinsicht getrennt und als besondere Landgemeinde dem damaligen Landgericht Aschaffenburg zugeordnet.
Die Grenze zwischen der Landgemeinde Damm bzw. dem Landgericht Aschaffenburg und der Stadt Aschaffenburg verlief ausgehend vom Main entlang der Hangkante des heutigen Anwesens Mörswiesenstraße 9 in der damaligen Gewanne „Steinrutschen“, oberhalb der Mörswiese und entlang der Landstraße Hanau – Aschaffenburg bis zur Kurve am Schlotfegergrund, von dort u. a. im Verlauf der heutige Reitzstraße bis nahe an die heutige Kreuzung Müllerstraße/Mühlstraße/Burchardstraße/Merlostraße heran, von dort die heutige Merlostraße (damals, wie die Mühlstraße, nur ein Feldweg) entlang bis etwa zur Mitte der Seestraße (ebenfalls Feldweg), von dort zum damaligen Ortsschild von Damm, das am Weg zwischen Damm und Aschaffenburg in Höhe des heutigen Anwesens Dammerstraße 19 stand, um den damaligen Dammer Friedhof herum (heute Kurt-Gerd-Kunkel-Platz), von dort zum Schneidmühlweg, der schon damals so hieß, und dessen historischem Verlauf folgend bis zur Schneidmühle (damals im Bereich der heutigen Anwesen Boppstraße 26/Inselstraße 33 und 35), von dort bis zur Stelle, wo der Mühlenkanal der Pfaffenmühle und der Schneidmühle wieder in die Aschaff mündete, also am westlichen Ende der sogenannten Insel (heute steht dort das Dämmer Feuerwehrhaus), die Aschaff hinauf bis zur Brücke des Weges nach Glattbach, diesen Weg bis zur heutigen Autobahnbrücke entlang und von da im Glattbach verlaufend bis zur Gemarkungsgrenze von Glattbach, die sich ziemlich genau auf dem 50. Grad nördlicher Breite befindet. Damit lagen die Schnepfenmühle, die Haselmühle, die Aumühle, der Windmühlenturm, die Pfaffenmühle, die Schneidmühle, der Auhof und der Holzhof wie auch die damalige Weißpapierfabrik und die Bayerische Aktienbrauerei Aschaffenburg auf Aschaffenburger Gemarkung. Der Teil der Aschaffenburger Gemarkung, welcher nach dem Bau der Eisenbahn 1854 nördlich der Bahnlinie lag, gehört heute zum Stadtteil Damm. Der Teil der ehemaligen Gemarkung Damm südlich der Bahnlinie gehört heute hingegen zum Stadtteil Stadtmitte. Die Wiedereingemeindung nach Aschaffenburg erfolgte am 1. Juli 1901.